# ميساو أوكاوا
ميساو أوكاوا (باليابانية: 大川 ミサヲ، بالروماجي: Ookawa Misao) امرأة يابانية وُلدت في 5 مارس 1898 وكانت أكبر معمرة في العالم منذ 12 يوليو 2013 حتى وفاتها في 1 أبريل 2015 عن عمر ناهز 117 عامًا.
أوكاوا كانت أكبر شخص ياباني معمر مقارنة بأي شخص ياباني وآسيوي على الإطلاق في أي وقت مضى وخامس شخصية معمرة موثقة تاريخياً ، وهي آخر شخصية يابانية كانت على قيد الحياة وولدت في القرن التاسع عشر.
عندما توفيت في 1 أبريل 2015 كان قد مضى شهر واحد على احتفالها بعيدها 117.

## سيرة
ولدت أوكاوا يوم 5 مارس 1898 وهي ابنة رابعة ولدت في حي تينما (في الوقت الحاضر كيتا-كو) في مدينة أوساكا ومنذ عام 1997، عاشت في دار للرعاية في هيجاشيسومييوشي-كو، أوساكا. تزوجت يوكيو أوكاوا في عام 1919 وأنجبا ثلاثة أطفال (بنتان وولد واحد) . توفي زوجها في 20 يونيو 1931. كان لديها أربعة أحفاد وستة من أبناء الأحفاد. وحتى عمر 110 كانت قادرة على المشي حتى بدأت باستخدام كرسي متحرك لمنع السقوط ويمكنها ذلك من دفع نفسها باستخدام كرسيها المتحرك.
توفيت أوكاوا في بيت الرعاية في هيجاشيسومييوشي-كو، أوساكا، اليابان في الساعة 06:58 في 1 نيسان/أبريل عام 2015.

## طول العمر
كانت أوكاوا وهي أكبر معمرة في العالم منذ وفاة امرأة يابانية وصل عمرها إلى 115 عام وتدعى كوتو أوكوبو في 12 يناير 2013. في 27 فبراير 2013 وقبل بضعة أيام من عيد ميلادها ال115 أعلنت موسوعة غينيس العالمية أن أوكاوا معترف بها رسمياً باعتبارها أقدم امرأة معمرة في العالم، ومع شهادة من دار للرعاية في أوساكا.
قالت أوكاوا أن طبق السوشي والنوم هي الأسباب التي جعلتها تعمر وقتاً طويلاً. وفي عيد ميلادها 117 قالت إن حياتها بدت قصيرة.